# جان مک‌لافلین (بازیکن فوتبال، زاده ۱۹۸۷)
جان مک‌لافلین (انگلیسی: Jon McLaughlin؛ زادهٔ ۹ سپتامبر ۱۹۸۷) بازیکن فوتبال اهل بریتانیا است.
از باشگاه‌هایی که در آن بازی کرده‌است می‌توان به باشگاه فوتبال هارت آف میدلوتیان، باشگاه فوتبال ساندرلند، باشگاه فوتبال هروگیت تاون، باشگاه فوتبال برتون آلبیون، باشگاه فوتبال برادفورد سیتی، و باشگاه فوتبال رنجرز اشاره کرد.
وی همچنین در تیم ملی فوتبال اسکاتلند بازی کرده‌است.